# Frankrijk op de Olympische Zomerspelen 1960
Frankrijk nam deel aan de Olympische Zomerspelen 1960 in Rome, Italië. Voor het eerst sinds 1904 werd geen enkele gouden medaille gewonnen. De 25e plaats in het medailleklassement is de laagste klassering tot op heden.

## Medailleoverzicht
| Sport        | Olympiër(s)                                                         | Onderdeel                | Medaille |
| ------------ | ------------------------------------------------------------------- | ------------------------ | -------- |
| Atletiek     | Michel Jazy                                                         | 1500m (m)                | Zilver   |
| Roeien       | Robert Dumontois Jean Klein Claude Martin Jacques Morel Guy Nosbaum | vier-met (m)             | Zilver   |
| Atletiek     | Abdoulaye Seye                                                      | 200m (m)                 | Brons    |
| Paardensport | Guy Lefrant Jack Le Goff Jehan Le Roy                               | eventing team            | Brons    |
| Worstelen    | René Schiermeyer                                                    | -73kg Grieks-Romeins (m) |          |

## Resultaten per onderdeel

### Atletiek
| Olympiër                                                     | Onderdeel                | Resultaat | Prestatie                                                                                           |
| ------------------------------------------------------------ | ------------------------ | --------- | --------------------------------------------------------------------------------------------------- |
| Jocelyn Delecour                                             | 100m (m)                 | 19e       | serie 4: 2de in 10,5 kwartfinale 1: 4de in 10,7                                                     |
| Claude Piquemal                                              | 100m (m)                 | 17e       | serie 8: 3de in 10,7 kwartfinale 3: 5de in 10,6                                                     |
| Abdoulaye Seye                                               | 100m (m)                 | 13e       | serie 7: 2de in 10,6 kwartfinale 4: 4de in 10,4                                                     |
| Jocelyn Delecour                                             | 200m (m)                 | 20e       | serie 10: 2de in 21,3 kwartfinale 3: 4de in 21,5                                                    |
| Paul Genevay                                                 | 200m (m)                 | 8e        | serie 1: 1ste in 21,2 kwartfinale 4: 3de in 21,1 halve finale 2: 6de in 21,0                        |
| Abdoulaye Seye                                               | 200m (m)                 | Brons     | serie 9: 1ste in 21,1 kwartfinale 2: 1ste in 20,8 halve finale 1: 1ste in 20,8 finale: 3de in 20,7  |
| Pierre-Yvon Lenoir                                           | 800m (m)                 | 26e       | serie 2: 4de in 1.49,41                                                                             |
| Michel Bernard                                               | 1500m (m)                | 7e        | serie 2: 1ste in 3.42,34 finale: 7de in 3.41,5                                                      |
| Michel Jazy                                                  | 1500m (m)                | Zilver    | serie 3: 2de in 3.45,03 finale: 2de in 3.38,4                                                       |
| Hamoud Ameur                                                 | 5000m (m)                | 16e       | serie 2: 5de in 14.14,17                                                                            |
| Michel Bernard                                               | 5000m (m)                | 7e        | serie 3: 2de in 14.04,82 finale: 7de in 14.04,68                                                    |
| Hamida Addèche                                               | 10000m (m)               | 23e       | 30.25,40                                                                                            |
| Hamoud Ameur                                                 | 10000m (m)               | 22e       | 30.12,40                                                                                            |
| Robert Bogey                                                 | 10000m (m)               | 13e       | 29.22,53                                                                                            |
| Jacques Déprez                                               | 110m horden (m)          | 34e       | serie 6: 5de in 17,24                                                                               |
| Marcel Duriez                                                | 110m horden (m)          | 24e       | serie 1: 4de in 14,9 kwartfinale 4: 6de in 15,19                                                    |
| Edmond Roudnitska                                            | 110m horden (m)          | 13e       | serie 4: 2de in 14,53 kwartfinale 2: 4de in 14,66                                                   |
| Guy Texereau                                                 | 3000m steeplechase (m)   | 20e       | serie 1: 8ste in 9.04,23                                                                            |
| Paul Genevay Jocelyn Delecour Abdoulaye Seye Claude Piquemal | 4x100m (m)               | DSQ       | serie 4: gediskwalificeerd                                                                          |
| Paul Genève                                                  | marathon (m)             | 35e       | 2:31.20,0                                                                                           |
| Alain Mimoun                                                 | marathon (m)             | 34e       | 2:31.20,0                                                                                           |
| Henri Delerue                                                | 20km snelwandelen (m)    | 35e       | 1:39.37,6                                                                                           |
| Jacques Arnoux                                               | 50km snelwandelen (m)    | 28e       | 5:10.22,0                                                                                           |
| Ali Brakchi                                                  | verspringen (m)          | 26e       | kwalificatie groep B: 10de met 7,20m                                                                |
| Christian Collardot                                          | verspringen (m)          | 6e        | kwalificatie groep A: 3de met 7,40m finale: 6de met 7,68m                                           |
| Eric Battista                                                | hink-stap-springen (m)   | 21e       | kwalificatie groep B: 9de met 15,22m                                                                |
| Pierre William                                               | hink-stap-springen (m)   | 39e       | kwalificatie groep C: 12de met 13,29m                                                               |
| Maurice Fournier                                             | hoogspringen (m)         | 14e       | kwalificatie: 4de met 2,00m finale: 14de met 2,00m                                                  |
| Mahamat Idriss                                               | hoogspringen (m)         | 12e       | kwalificatie: 17de met 2,00m finale: 12de met 2,03m                                                 |
| Victor Sillon                                                | polsstokhoogspringen (m) | 18e       | kwalificatie: 18de met 4,20m                                                                        |
| Pierre Alard                                                 | discuswerpen (m)         | 26e       | kwalificatie groep A: 10de met 51,02m                                                               |
| Michel Macquet                                               | speerwerpen (m)          | 15e       | kwalificatie groep B: 8ste met 73,74m finale: 14de met 2,00m                                        |
| Léon Syrovatski                                              | speerwerpen (m)          | 18e       | kwalificatie groep B: 9de met 71,59m finale: 12de met 2,03m                                         |
| Guy Husson                                                   | kogelslingeren (m)       | 16e       | kwalificatie: 16de met 59,31m                                                                       |
|                                                              |                          |           | |
| Catherine Capdevielle                                        | 100m (v)                 | 5e        | serie 6: 2de in 11,94 kwartfinale 3: 2de in 12,16 halve finale 2: 3de in 11,82 finale: 5de in 11,64 |
| Catherine Capdevielle                                        | 200m (v)                 | 10e       | serie 2: 2de in 24,46 halve finale 1: 7de in 25,04                                                  |
| Maryvonne Dupureur                                           | 800m (v)                 | 20e       | serie 1: 4de in 2.12,42                                                                             |
| Nicole Goullieux                                             | 800m (v)                 | 21e       | serie 3: 7de in 2.13,53                                                                             |
| Simone Brièrre                                               | 80m horden (v)           | 21e       | serie 5: 3de in 11,75                                                                               |
| Denise Laborie-Guénard                                       | 80m horden (v)           | 12e       | serie 3: 2de in 11,37 halve finale 2: 6de in 11,51                                                  |
| Madeleine Thétu                                              | verspringen (v)          | 14e       | kwalificatie: 9de met 5,96m finale: 14de met 5,85m                                                  |
| Florence Pétry                                               | hoogspringen (v)         | 9e        | kwalificatie: 10de met 1,65m finale: 9de met 1,65m                                                  |

### Basketbal
| Olympiër | Onderdeel | Resultaat | Prestatie |
| --- | --------- | --------- | --- |
| Roger Antoine Philippe Baillet Christian Baltzer Louis Bertorelle Jean-Paul Beugnot Jérôme Christ Jean Degros Max Dorigo Henri Grange Bernard Mayeur Robert Monclar Henri Villecourt | mannen    | 10e       | groep B: 3de V van Tsjecho-Slowakije: 53-62 V van Joegoslavië: 61-62 W van Bulgarije: 73-72 groep 9-16de: 1ste W van Japan: 101-63 W van Spanje: 78-48 W van Mexico: 91-62 groep 9-12de plek: 2de W van Filipijnen: 122-75 V van Hongarije: 70-74 |

| Groep B |                   |             |             |             |        |        |        |        |
|         | Land              | Wedstrijden | Wedstrijden | Wedstrijden | Punten | Punten | Punten | Punten |
| G       | Land              | W           | V           | V           | T      | Saldo  |        | Punten |
| 1       | Tsjecho-Slowakije | 3           | 2           | 1           | 201    | 192    | +9     | 5      |
| 2       | Joegoslavië       | 3           | 2           | 1           | 193    | 199    | -6     | 5      |
| 3       | Frankrijk         | 3           | 1           | 2           | 187    | 190    | -3     | 4      |
| 4       | Bulgarije         | 3           | 1           | 2           | 209    | 209    | 0      | 4      |

| Ronde       | Datum | Plaats    | Land   | Score             | Land |
| ----------- | ----- | --------- | ------ | ----------------- | ---- |
| Groepsfase  |       |           |        |                   |      |
| 26 augustus | Rome  | Frankrijk | 101-63 | Tsjecho-Slowakije |      |
| 27 augustus | Rome  | Frankrijk | 78-48  | Joegoslavië       |      |
| 29 augustus | Rome  | Frankrijk | 91-62  | Bulgarije         |      |

| Groep 9-16de plek |           |             |             |             |        |        |        |        |
|                   | Land      | Wedstrijden | Wedstrijden | Wedstrijden | Punten | Punten | Punten | Punten |
| G                 | Land      | W           | V           | V           | T      | Saldo  |        | Punten |
| 1                 | Frankrijk | 3           | 3           | 0           | 270    | 173    | +97    | 6      |
| 2                 | Mexico    | 3           | 2           | 1           | 218    | 214    | +4     | 5      |
| 3                 | Spanje    | 3           | 1           | 2           | 180    | 222    | -42    | 4      |
| 4                 | Japan     | 3           | 0           | 3           | 184    | 243    | -59    | 3      |

| Ronde       | Datum | Plaats    | Land  | Score  | Land |
| ----------- | ----- | --------- | ----- | ------ | ---- |
| Groepsfase  |       |           |       |        |      |
| 1 september | Rome  | Frankrijk | 53-56 | Japan  |      |
| 2 september | Rome  | Frankrijk | 61-62 | Spanje |      |
| 3 september | Rome  | Frankrijk | 73-72 | Mexico |      |

| Groep 9-12de plek |            |             |             |             |        |        |        |        |
|                   | Land       | Wedstrijden | Wedstrijden | Wedstrijden | Punten | Punten | Punten | Punten |
| G                 | Land       | W           | V           | V           | T      | Saldo  |        | Punten |
| 1                 | Hongarije  | 3           | 2           | 1           | 212    | 209    | +3     | 5      |
| 2                 | Frankrijk  | 3           | 2           | 1           | 283    | 211    | +72    | 5      |
| 3                 | Filipijnen | 3           | 1           | 2           | 210    | 267    | -57    | 4      |
| 4                 | Mexico     | 3           | 1           | 2           | 195    | 213    | -18    | 4      |

| Ronde        | Datum | Plaats    | Land   | Score      | Land |
| ------------ | ----- | --------- | ------ | ---------- | ---- |
| Groepsfase   |       |           |        |            |      |
| 8 september  | Rome  | Frankrijk | 122-75 | Filipijnen |      |
| 10 september | Rome  | Hongarije | 74-70  | Frankrijk  |      |

### Boksen
| Olympiër          | Onderdeel | Resultaat | Prestatie                                                                                     |
| ----------------- | --------- | --------- | --------------------------------------------------------------------------------------------- |
| Antoine Porcel    | -51kg (m) | 9e        | 1ste ronde: vrij 2de ronde: W van RSA Knoesen 3de ronde: V van URS Sivko                      |
| Jean Parra        | -54kg (m) | 17e       | 1ste ronde: vrij 2de ronde: V van HUN Nagy                                                    |
| André Juncker     | -57kg (m) | 17e       | 1ste ronde: V van IRL Reddy                                                                   |
| Jacques Cotot     | -60kg (m) | 17e       | 1ste ronde: vrij 2de ronde: V van IRL Kellner                                                 |
| Jacques Cotot     | -67kg (m) | 17e       | 1ste ronde: vrij 2de ronde: V van ITA Benvenuti                                               |
| Souleymane Diallo | -71kg (m) | 5e        | 1ste ronde: W van YUG Jakovljević 2de ronde: W van ROU Stoenescu kwartfinale: V van ITA Bossi |
| Yoland Levèque    | -75kg (m) | 17e       | 1ste ronde: V van URS Feofanov                                                                |
| Joseph Syoz       | +81kg (m) | 9e        | 1ste ronde: vrij 2de ronde: V van ROU Mariuèan                                                |

### Gewichtheffen
| Olympiër         | Onderdeel   | Resultaat | Prestatie                                                                               |
| ---------------- | ----------- | --------- | --------------------------------------------------------------------------------------- |
| Robert Delebarre | -60kg (m)   | 19e       | drukken: 19de met 105kg trekken: 15de met 105kg stoten: 20ste met 125kg totaal: 335kg   |
| Roger Gerber     | -60kg (m)   | 11e       | drukken: 8ste met 112,5kg trekken: 9de met 107,5kg stoten: 13de met 135kg totaal: 355kg |
| Rolf Maier       | -75kg (m)   | 11e       | drukken: 9de met 115kg trekken: 12de met 110kg stoten: 8ste met 150kg totaal: 375kg     |
| Marcel Paterni   | -75kg (m)   | 4e        | drukken: 5de met 127,5kg trekken: 4de met 120kg stoten: 6de met 152,5kg totaal: 400kg   |
| Jean Debuf       | -82,5kg (m) | 11e       | drukken: 16de met 115kg trekken: 7de met 120kg stoten: 7de met 155kg totaal: 390kg      |
| François Vincent | -90kg (m)   | 5e        | drukken: 9de met 130kg trekken: 4de met 132,5kg stoten: 6de met 160kg totaal: 422,5kg   |

### Hockey
| Olympiër | Onderdeel | Resultaat | Prestatie |
| --- | --------- | --------- | --- |
| Yvan Bia Roger Bignon Jacques Bonnet Pierre Court Jean Desmasures Maurice Dobigny Claude Dugardin Claude Leroy Diran Manoukian Ido Marang Jacques Mauchien Gérard Poulain Philippe Reynaud Albert Vanpoulle Claude Windal Jean-Pierre Windal | mannen    | 10e       | groep C: 3de W van Italië: 2-0 V van Duitsland: 0-5 groep 9-12de: 2de W van België: 1-0 V van Nederland: 0-2 |

| Groep C |           |             |             |             |             |            |            |            |        |
| #       | Land      | Wedstrijden | Wedstrijden | Wedstrijden | Wedstrijden | Doelpunten | Doelpunten | Doelpunten | Punten |
| #       | Land      | G           | W           | G           | V           | V          | T          | Saldo      | Punten |
| 1       | Kenia     | 3           | 2           | 1           | 0           | 8          | 0          | +8         | 5      |
| 2       | Duitsland | 3           | 2           | 0           | 1           | 10         | 1          | +9         | 4      |
| 3       | Frankrijk | 3           | 1           | 1           | 1           | 2          | 5          | -3         | 3      |
| 4       | Italië    | 3           | 0           | 0           | 3           | 0          | 14         | -14        | 0      |

| Datum       | Ronde | Plaats    | Land | Score     | Land |
| ----------- | ----- | --------- | ---- | --------- | ---- |
| Groepsfase  |       |           |      |           |      |
| 29 augustus | Rome  | Frankrijk | 2-0  | Italië    |      |
| 31 augustus | Rome  | Duitsland | 5-0  | Frankrijk |      |
| 3 september | Rome  | Duitsland | 0-0  | Frankrijk |      |

| 9-12de plek |           |             |             |             |             |            |            |            |        |
| #           | Land      | Wedstrijden | Wedstrijden | Wedstrijden | Wedstrijden | Doelpunten | Doelpunten | Doelpunten | Punten |
| #           | Land      | G           | W           | G           | V           | V          | T          | Saldo      | Punten |
| 1           | Nederland | 2           | 2           | 0           | 0           | 4          | 1          | +3         | 4      |
| 2           | Frankrijk | 2           | 1           | 0           | 1           | 1          | 2          | -1         | 2      |
| 3           | België    | 2           | 0           | 0           | 2           | 1          | 3          | -2         | 0      |

| Datum       | Ronde | Plaats    | Land | Score     | Land |
| ----------- | ----- | --------- | ---- | --------- | ---- |
| Groepsfase  |       |           |      |           |      |
| 6 september | Rome  | Frankrijk | 1-0  | België    |      |
| 8 september | Rome  | Nederland | 2-0  | Frankrijk |      |

### Kanovaren
| Olympiër                                               | Onderdeel      | Resultaat | Prestatie                                                                           |
| ------------------------------------------------------ | -------------- | --------- | ----------------------------------------------------------------------------------- |
| Michel Picard                                          | C-1 1000m (m)  | DNS       | serie 2: niet gestart                                                               |
| Georges Turlier Michel Picard                          | C-2 1000m (m)  | 8e        | serie 2: 2de in 4.29,76 finale: 8ste in 4.35,48                                     |
| Michel Meyer                                           | K-1 1000m (m)  | 20e       | serie 1: 7de in 4.40,72 herkansingen: 4de in 4.24,93                                |
| Henri Amazouze Jean Houde Pierre Derivery Jean Friquet | K-1 4x500m (m) | 15e       | serie 2: 6de in 8.44,48 herkansingen: 4de in 8.20,87                                |
|                                                        |                |           |                                                                                     |
| Gabrielle Lutz                                         | K-1 500m (v)   | 12e       | serie 1: 5de in 2.22,05 herkansingen: 3de in 2.19,28 halve finale 3: 4de in 2.22,51 |

### Moderne vijfkamp
| Olympiër                                            | Onderdeel       | Resultaat | Prestatie    |
| --------------------------------------------------- | --------------- | --------- | ------------ |
| Christian Beauvalet                                 | individueel (m) | 45e       | 3863 punten  |
| André Bernard                                       | individueel (m) | 42e       | 3880 punten  |
| Étienne Jalenques                                   | individueel (m) | 53e       | 3337 punten  |
| Christian Beauvalet André Bernard Étienne Jalenques | team (m)        | 15e       | 11003 punten |

### Paardensport
| Olympiër                                                  | Onderdeel   | Resultaat | Prestatie          |
| Eventing                                                  | Eventing    | Eventing  | Eventing           |
| --------------------------------------------------------- | ----------- | --------- | ------------------ |
| Pierre Durand, Sr.                                        | individueel | DNF       | niet gefinisht     |
| Guy Lefrant                                               | individueel | 21e       | 208,50 strafpunten |
| Jack Le Goff                                              | individueel | 6e        | 72,91 strafpunten  |
| Johan Le Roy                                              | individueel | 23e       | 234,30 strafpunten |
| Pierre Durand, Sr. Guy Lefrant Jack Le Goff Johan Le Roy  | team        | Brons     | 515,71 strafpunten |
| Springconcours                                            |             |           |                    |
| Bernard de Fombelle                                       | individueel | 7e        | 28 strafpunten     |
| Max Fresson                                               | individueel | 14e       | 37,25 strafpunten  |
| Pierre Jonquères d'Oriola                                 | individueel | 18e       | 41,50 strafpunten  |
| Bernard de Fombelle Max Fresson Pierre Jonquères d'Oriola | team        | 5e        | 168,75 strafpunten |

### Roeien
| Olympiër | Onderdeel       | Resultaat | Prestatie                                                                    |
| --- | --------------- | --------- | ---------------------------------------------------------------------------- |
| René Duhamel Bernard Monnereau | dubbel-twee (m) | DNF       | serie 1: 1ste in 6.45,23 finale: 4de in 6.52,22                              |
| Robert Dumontois Claude Martin Jacques Morel Guy Nosbaum Jean Klein                                                                       | vier-met (m)    | Zilver    | serie 4: 3de in 6.46,75 herkansingen: 1ste in 6.47,11 finale: 2de in 6.41,62 |
| Christian Puibaraud Jean-Pierre Bellet Émile Clerc Jean Ledoux Gaston Mercier Bernard Meynadier Joseph Moroni Michel Viaud Alain Bouffard | acht (m)        | 4e        | serie 2: 2de in 6.07,71 herkansingen: 1ste in 6.21,34 finale: 4de in 6.06,57 |

### Schermen
| Olympiër                                                                                | Onderdeel       | Resultaat | Prestatie |
| --------------------------------------------------------------------------------------- | --------------- | --------- | --- |
| Yves Dreyfus                                                                            | degen (m)       | 6e        | 1ste ronde groep 11: 1ste met 5 overwinningen 2de ronde groep 4: 4de met 2 overwinningen kwartfinale 2: 2de met 3 overwinningen halve finale 2: 2de met 3 overwinningen finale: 6de met 3 overwinningen  |
| Jack Guittet                                                                            | degen (m)       | 23e       | 1ste ronde groep 1: 1ste met 4 overwinningen 2de ronde groep 1: 2de met 3 overwinningen kwartfinale 3: 6de met 0 overwinningen                                                                           |
| Armand Mouyal                                                                           | degen (m)       | 7e        | 1ste ronde groep 12: 1ste met 5 overwinningen 2de ronde groep 6: 4de met 2 overwinningen kwartfinale 4: 1ste met 3 overwinningen halve finale 1: 3de met 3 overwinningen finale: 7de met 3 overwinningen |
| Armand Mouyal Yves Dreyfus Claude Brodin Christian d'Oriola Jack Guittet Gérard Lefranc | degen team (m)  | 9e        | 1ste ronde groep 4: 1ste met 2 overwinningen 2de ronde groep 5: 2de met 0 overwinningen |
| Roger Closset                                                                           | floret (m)      | 6e        | 1ste ronde groep 9: 3de met 2 overwinningen 2de ronde groep 6: 2de met 3 overwinningen kwartfinale 3: 3de met 3 overwinningen halve finale 2: 3de met 3 overwinningen finale: 6de met 2 overwinningen    |
| Christian d'Oriola                                                                      | floret (m)      | 8e        | 1ste ronde groep 2: 1ste met 5 overwinningen 2de ronde groep 5: 1ste met 3 overwinningen kwartfinale 2: 3de met 3 overwinningen halve finale 1: 4de met 2 overwinningen finale: 8ste met 1 overwinning   |
| Jean-Claude Magnan                                                                      | floret (m)      | 20e       | 1ste ronde groep 7: 1ste met 4 overwinningen 2de ronde groep 1: 1ste met 4 overwinningen kwartfinale 4: 5de met 1 overwinning                                                                            |
| Jacky Courtillat Jean-Claude Magnan Guy Barrabino Claude Netter Christian d'Oriola      | floret team (m) | 5e        | 1ste ronde groep 1: 1ste met 2 overwinningen kwartfinale 2: 2de met 0 overwinningen |
| Claude Arabo                                                                            | sabel (m)       | 4e        | 1ste ronde groep 1: 1ste met 4 overwinningen 2de ronde groep 2: 1ste met 4 overwinningen kwartfinale 1: 1ste met 4 overwinningen halve finale 1: 2de met 3 overwinningen finale: 6de met 2 overwinningen |
| Jacques Lefèvre                                                                         | sabel (m)       | 16e       | 1ste ronde groep 12: 3de met 3 overwinningen 2de ronde groep 4: 1ste met 4 overwinningen kwartfinale 4: 4de met 2 overwinningen                                                                          |
| Jacques Roulot                                                                          | sabel (m)       | 12e       | 1ste ronde groep 6: 2de met 3 overwinningen 2de ronde groep 2: 3de met 3 overwinningen kwartfinale 3: 3de met 3 overwinningen halve finale 2: 6de met 1 overwinning                                      |
| Marcel Parent Claude Gamot Jacques Lefèvre Jacques Roulot Claude Arabo                  | sabel team (m)  | 5e        | 1ste ronde groep 5: 1ste met 2 overwinningen 2de ronde groep 1: 1ste met 1 overwinning kwartfinale 4: 2de met 0 overwinningen                                                                            |
|                                                                                         |                 |           | |
| Catherine Delbarre                                                                      | floret (v)      | 10e       | 1ste ronde groep 9: 1ste met 4 overwinningen kwartfinale 3: 1ste met 5 overwinningen halve finale 2: 5de met 1 overwinning                                                                               |
| Monique Leroux                                                                          | floret (v)      | 25e       | 1ste ronde groep 4: 3de met 3 overwinningen kwartfinale 2: 7de met 1 overwinning |
| Régine Veronnet                                                                         | floret (v)      | 24e       | 1ste ronde groep 8: 3de met 3 overwinningen kwartfinale 4: 6de met 2 overwinningen |
| Monique Leroux Régine Veronnet Françoise Mailliard Renée Garilhe Catherine Delbarre     | floret team (v) | 5e        | 1ste ronde groep 4: 2de met 1 overwinning kwartfinale 4: 2de met 0 overwinningen |

### Schietsport
| Olympiër         | Onderdeel                  | Resultaat | Prestatie                                                                                                 |
| ---------------- | -------------------------- | --------- | --- |
| Pierre Guy       | 50m geweer 3 houdingen (m) | 32e       | kwalificatie groep 2: 17de met 545 punten (192-181-172) finale: 32ste met 1108 punten (385-374-349)       |
| Georges Wahler   | 50m geweer 3 houdingen (m) | 32e       | kwalificatie groep 1: 11de met 552 punten (190-190-172) finale: 28ste met 1112 punten (385-371-356)       |
| Pierre Guy       | 50m geweer liggend (m)     | 32e       | kwalificatie groep 1: 23ste met 382 punten (93-97-97-95) finale: 14de met 583 punten (96-97-99-97-98-96)  |
| Georges Wahler   | 50m geweer liggend (m)     | 32e       | kwalificatie groep 2: 21ste met 382 punten (96-94-96-96) finale: 53ste met 564 punten (96-93-91-94-97-93) |
| Serge Hubert     | 50m pistool (m)            | 56e       | kwalificatie groep 2: 29ste met 330 punten (77-84-84-85)                                                  |
| Jacques Decaux   | 25m snelvuurpistool (m)    | 22e       | 575 punten: (287-288)                                                                                     |
| Jean Renaux      | 25m snelvuurpistool (m)    | 21e       | 575 punten: (288-287)                                                                                     |
| Claude Foussier  | trap (m)                   | 8e        | kwalificatie: 14de met 90 punten finale: 8ste met 183 punten                                              |
| Marcel Otto-Bruc | trap (m)                   | onbekend  | |

### Schoonspringen
| Olympiër           | Onderdeel     | Resultaat | Prestatie                                                            |
| ------------------ | ------------- | --------- | -------------------------------------------------------------------- |
| Christian Pire     | 3m plank (m)  | 18e       | voorronde: 18de met 50,49 punten                                     |
| Georges Senecot    | 3m plank (m)  | 9e        | voorronde: 7de met 53,93 punten halve finale: 9de met 92,47 punten   |
| Henri Rouquet      | 10m toren (m) | 16e       | voorronde: 16de met 50,74 punten halve finale: 16de met 83,55 punten |
|                    |               |           |                                                                      |
| Nicolle Pellissard | 3m plank (v)  | 9e        | voorronde: 10de met 48,96 punten halve finale: 9de met 85,72 punten  |
| Nicolle Pellissard | 10m toren (v) | 7e        | voorronde: 12de met 49,68 punten finale: 7de met 81,18 punten        |

### Turnen
| Olympiër                                                                                                  | Onderdeel                | Resultaat | Prestatie      |
| --- | ------------------------ | --------- | -------------- |
| Robert Caymaris                                                                                           | individuele meerkamp (m) | 77e       | 106,25 punten  |
| Bernard Fauqueux                                                                                          | individuele meerkamp (m) | 50e       | 109,05 punten  |
| Jean Jaillard                                                                                             | individuele meerkamp (m) | 81e       | 105,65 punten  |
| Mohamed Lazhari                                                                                           | individuele meerkamp (m) | 66e       | 107,70 punten  |
| Michel Mathiot                                                                                            | individuele meerkamp (m) | 83e       | 105,30 punten  |
| Daniel Touche                                                                                             | individuele meerkamp (m) | 93e       | 103,60 punten  |
| Robert Caymaris Bernard Fauqueux Jean Jaillard Mohamed Lazhari Michel Mathiot Daniel Touche               | meerkamp team (m)        | 13e       | 536,90 punten  |
| |                          |           |                |
| Anne-Marie Demortière                                                                                     | individuele meerkamp (v) | 65e       | 70,764 punten  |
| Jacqueline Dieudonné                                                                                      | individuele meerkamp (v) | 57e       | 71,564 punten  |
| René Hugon                                                                                                | individuele meerkamp (v) | 84e       | 67,398 punten  |
| Paulette le Raer                                                                                          | individuele meerkamp (v) | 69e       | 70,232 punten  |
| Monique Rossi                                                                                             | individuele meerkamp (v) | 73e       | 69,498 punten  |
| Danièle Sicot-Coulon                                                                                      | individuele meerkamp (v) | 53e       | 71,764 punten  |
| Anne-Marie Demortière Jacqueline Dieudonné René Hugon Paulette le Raer Monique Rossi Danièle Sicot-Coulon | meerkamp team (v)        | 12e       | 354,189 punten |

### Voetbal
| Olympiër | Onderdeel | Resultaat | Prestatie                                                          |
| --- | --------- | --------- | ------------------------------------------------------------------ |
| Ahmed Arab Marcel Artélésa Raymond Baratto Pierre Bodin Jean-Baptiste Bordas Claude Dubaële Gérard Coinçon André Giamarchi Gines Gonzales Marcel Loncle François Philippe Louis Polonia Yvon Quédec Charles Samoy Max Samper Jacques Stamm Jean Wettstein | mannen    | 9e        | groep D: 2de W van Peru: 2-1 G van India: 1-1 V van Hongarije: 0-7 |

| Groep D |           |             |             |             |             |            |            |            |        |
| #       | Land      | Wedstrijden | Wedstrijden | Wedstrijden | Wedstrijden | Doelpunten | Doelpunten | Doelpunten | Punten |
| #       | Land      | G           | W           | G           | V           | V          | T          | Saldo      | Punten |
| 1       | Hongarije | 3           | 3           | 0           | 0           | 15         | 3          | +12        | 6      |
| 2       | Frankrijk | 3           | 1           | 1           | 1           | 3          | 9          | -6         | 3      |
| 3       | Peru      | 3           | 1           | 0           | 2           | 6          | 9          | -3         | 2      |
| 4       | India     | 3           | 0           | 1           | 2           | 3          | 6          | −3         | 1      |

| Ronde       | Datum    | Plaats    | Land | Score     | Land |
| ----------- | -------- | --------- | ---- | --------- | ---- |
| Groepsfase  |          |           |      |           |      |
| 26 augustus | Florence | Frankrijk | 2-1  | Peru      |      |
| 29 augustus | Grosseto | Frankrijk | 1-1  | India     |      |
| 1 september | Rome     | Hongarije | 7-0  | Frankrijk |      |

### Waterpolo
| Olympiër | Onderdeel | Resultaat | Prestatie |
| --- | --------- | --------- | --------- |
| Roland Moellé René Daubinet Alex Jany Claude Haas Claude Greder Roger Neubauer Charles Lambert Gérard Faetibolt André Lochon Jacques Meslier Jean-Paul Weil | mannen    | 9e        |           |

### Wielersport
| Olympiër                                               | Onderdeel                | Resultaat | Prestatie |
| Baan                                                   | Baan                     | Baan      | Baan |
| ------------------------------------------------------ | ------------------------ | --------- | --- |
| André Gruchet                                          | sprint (m)               | 9e        | serie 7: 1ste in 11,6 2de ronde serie 3: 2de 2de ronde herkansingen: 2de                                                                                                |
| Antoine Pellegrina                                     | sprint (m)               | 5e        | serie 11: 1ste in 12,4 2de ronde serie 1: 1ste in 11,6 kwartfinale 1: V van ITA Gasparella: 0-2                                                                         |
| Michel Scob                                            | tijdrit (m)              | 16e       | 1.11,65 |
| Roland Surrugue Michel Scob                            | tandem (m)               | 5e        | serie 2: 1ste kwartfinale 3: V van NED Paul/Gerritsen: 1-2 |
| Marcel Delattre Jacques Suire Guy Claud Michel Nédélec | ploegenachtervolging (m) | 4e        | serie 6: W van Zwitserland: 4.38,46 kwartfinale 2: W van Tsjecho-Slowakije: 4.30,82 halve finale 1: V van Duitsland: 4.37,17 bronzen finale: V van Sovjet-Unie: 4.35,72 |
| Weg                                                    |                          |           | |
| Jacques Gestraut                                       | wegwedstrijd (m)         | 9e        | 4:20.57 |
| François Hamon                                         | wegwedstrijd (m)         | 15e       | 4:20.57 |
| Roland Lacombe                                         | wegwedstrijd (m)         | 13e       | 4:20.57 |
| Raymond Reaux                                          | wegwedstrijd (m)         | 50e       | 4:23.57 |
| Henri Duez François Hamon Roland Lacombe Jacques Simon | ploegentijdrit (m)       | 7e        | 2:20.36,38 |

### Worstelen
| Olympiër         | Onderdeel   | Resultaat   | Prestatie |
| Vrije stijl      | Vrije stijl | Vrije stijl | Vrije stijl |
| ---------------- | ----------- | ----------- | --- |
| André Zoete      | -52kg (m)   | 9e          | 1ste ronde: W van FIN Rantala 2de ronde: W van POL Kropp 3de ronde: V van GER Neff 4de ronde: V van IRI Seifpour |
| Georges Ballery  | -62kg (m)   | 10e         | 1ste ronde: vrij 2de ronde: V van BEL Mewis: beslissing 3de ronde: V van BUL Ivanov: beslissing |
| Roger Bielle     | -67kg (m)   | 12e         | 1ste ronde: V van CAN Lougheed: beslissing 2de ronde: W van LIB Amine 3de ronde: V van PAK Ashraf-Din: beslissing |
| Maurice Jacquel  | -87kg (m)   | 15e         | 1ste ronde: V van USA Brand 2de ronde: V van RSA van Zyl: beslissing |
| Grieks-Romeins   |             |             | |
| Gilbert Dubier   | -57kg (m)   | 13e         | 1ste ronde: W van GER Tauer 2de ronde: V van LIB Nakouzi: beslissing 3de ronde: V van TUR Yilmaz: beslissing |
| Roger Mannhard   | -62kg (m)   | 11e         | 1ste ronde: V van ITA Trippa: beslissing 2de ronde: W van DEN Pedersen 3de ronde: V van AUT Marte: beslissing |
| Jacques Pourtau  | -67kg (m)   | 5e          | 1ste ronde: V van GRE Mousidis: beslissing 2de ronde: W van ESP Delgado: beslissing 3de ronde: vrij 4de ronde: V van TCH Matoušek: beslissing |
| René Schiermeyer | -73kg (m)   | Brons       | 1ste ronde: W van POL Żuławnik 2de ronde: G van ITA Benedetti 3de ronde: W van MAR Azoulay 4de ronde: W van SUI Hirschbühl 5de ronde: vrij 6de ronde: V van YUG Horvat 7de ronde: V van Maritschnigg: beslissing 8ste ronde: V van TUR Bayrak: beslissing |
| André Lamy       | -79kg (m)   | 15e         | 1ste ronde: V van TCH Kormanik: beslissing 2de ronde: V van FIN Punkari: beslissing |
| Maurice Jacquel  | -87kg (m)   | 10e         | 1ste ronde: V van AUT Wiesberger Jr.: beslissing 2de ronde: W van ROU Popovici 3de ronde: V van BUL Bimbalov: beslissing |

### Zeilen
| Olympiër                                               | Onderdeel       | Resultaat | Prestatie                          |
| ------------------------------------------------------ | --------------- | --------- | ---------------------------------- |
| Yves-Louis M. Pinaud                                   | finn            | 9e        | 4604 punten: (5-7-5-12-DSQ-4-22)   |
| Jean-Claude Cornu Daniel Gouffier                      | flying dutchman | 14e       | 3294 punten: (10-9-12-6-20-14-21)  |
| Georges Pisani Noël M. Desaubliaux                     | star            | 11e       | 3111 punten: (21-12-7-12-12-8-10)  |
| Jean Peytel François Thierry-Mieg Philippe C. Reinhart | draken          | 14e       | 3438 punten: (3-13-16-19-19-8-6)   |
| Jacques Lebrun Louis Chauvot Pierre H. A. Buret        | 5,5m            | 18e       | 1638 punten: (18-17-14-17-18-15-4) |

### Zwemmen
| Olympiër                                                         | Onderdeel             | Resultaat | Prestatie                                                                   |
| ---------------------------------------------------------------- | --------------------- | --------- | --------------------------------------------------------------------------- |
| Alain Gottvallès                                                 | 100m vrije slag (m)   | 22e       | serie 2: 2de in 56,3 halve finale 1: 8ste in 58,5                           |
| Gérard Gropaiz                                                   | 100m vrije slag (m)   | 34e       | serie 2: 6de in 59,3 halve finale 1: 8ste in 58,5                           |
| Jean-Pascal Curtillet                                            | 400m vrije slag (m)   | 16e       | serie 5: 3de in 4.36,5                                                      |
| Jean Pommat                                                      | 400m vrije slag (m)   | 30e       | serie 2: 6de in 4.46,5                                                      |
| Robert Christophe                                                | 100m rugslag (m)      | 4e        | serie 3: 1ste in 1.04,0 halve finale 1: 2de in 1.03,7 finale: 4de in 1.03,2 |
| Claude Raffy                                                     | 100m rugslag (m)      | 18e       | serie 5: 4de in 1.05,8                                                      |
| Richard Audoly                                                   | 200m schoolslag (m)   | 24e       | serie 3: 4de in 2.46,5                                                      |
| Roland Boullanger                                                | 200m schoolslag (m)   | 37e       | serie 2: 6de in 2.54,4                                                      |
| Henri Vidil                                                      | 200m vlinderslag (m)  | 27e       | serie 4: 4de in 2.36,0                                                      |
| Jean-Pascal Curtillet Gérard Gropaiz Marc Kamoun Jean Boiteux    | 4x200m vrije slag (m) | 12e       | serie 1: 6de in 8.41,2                                                      |
| Robert Christophe Roland Boullanger Jean Pommat Alain Gottvallès | 4x100m wisselslag (m) | 11e       | serie 1: 3de in 4.21,7                                                      |
|                                                                  |                       |           |                                                                             |
| Héda Frost                                                       | 100m vrije slag (v)   | 11e       | serie 4: 3de in 1.05,8 halve finale 1: 5de in 1.05,4                        |
| Marie-Laure Gaillot                                              | 100m vrije slag (v)   | 28e       | serie 5: 5de in 1.08,0                                                      |
| Héda Frost                                                       | 400m vrije slag (v)   | 9e        | serie 2: 3de in 5.00,6                                                      |
| Nadine Delache                                                   | 100m rugslag (v)      | 8e        | serie 1: 2de in 1.12,5 finale: 8ste in 1.12,4                               |
| Rosy Piacentini                                                  | 100m rugslag (v)      | 5e        | serie 4: 2de in 1.12,2 finale: 5de in 1.11,4                                |
| Amélie Mirkowitch                                                | 200m schoolslag (v)   | 17e       | serie 2: 4de in 3.01,5                                                      |
| Michèle Pialat                                                   | 200m schoolslag (v)   | 19e       | serie 1: 4de in 3.02,2                                                      |
| Annie Caron                                                      | 100m vlinderslag (v)  | 18e       | serie 4: 6de in 1.17,1                                                      |
| Colette Libourel                                                 | 100m vlinderslag (v)  | 24e       | serie 3: 7de in 1.20,4                                                      |
| Héda Frost Annie Caron Colette Libourel Marie-Laure Gaillot      | 4x100m vrije slag (v) | 9e        | serie 2: 5de in 4.35,2                                                      |
| Rosy Piacentini Michèle Pialat Annie Caron Héda Frost            | 4x100m wisselslag (v) | 10e       | serie 1: 5de in 4.59,7                                                      |

Afghanistan · Argentinië · Australië · Bahama's · België · Bermuda · Birma · Brazilië · Brits-Guiana · Bulgarije · Canada · Ceylon · Chili · Colombia · Cuba · Denemarken · Duits eenheidsteam · Ethiopië · Fiji · Filipijnen · Finland · Frankrijk · Ghana · Griekenland · Groot-Brittannië · Haïti · Hongarije · Hongkong · Ierland · IJsland · India · Indonesië · Irak · Iran · Israël · Italië · Japan · Joegoslavië · Kenia · Libanon · Liberia · Liechtenstein · Luxemburg · Malakka · Malta · Marokko · Mexico · Monaco · Nederland · Nederlandse Antillen · Nieuw-Zeeland · Nigeria · Noorwegen · Oeganda · Oostenrijk · Pakistan · Panama · Peru · Polen · Portugal · Puerto Rico · Roemenië · San Marino · Singapore · Soedan · Sovjet-Unie · Spanje · Suriname · Taiwan · Thailand · Tsjecho-Slowakije · Tunesië · Turkije · Uruguay · Venezuela · Verenigde Arabische Republiek · Verenigde Staten · Vietnam · West-Indische Federatie · Zuid-Afrika · Zuid-Korea · Zuid-Rhodesië · Zweden · Zwitserland